# 日本運動協会野球歌
「日本運動協会野球歌」（にっぽんうんどうきょうかいやきゅうか）は、大正時代に日本で最初のプロ野球チームとして組織された日本運動協会（NAA）が制定した球団歌である。
作詞は児玉花外、作曲者は不詳。

## 解説
1920年（大正9年）に東京市芝区（現在の東京都港区）の芝浦球場を本拠地として結成された日本最初の職業野球団であるNAAの球団歌として、結成2年後の1922年（大正11年）に制定された。「協会歌」と通称されたこの球団歌は「日本プロ野球初の球団歌」でもある。
作詞者は元捕手で後年に阪急軍（現在のオリックス・バファローズ）結成に参加した片岡勝により詩人の児玉花外であると証言されているが、作曲者は不詳かつ楽譜は散逸しているため、旋律がどのようなものだったのかは不明。
1923年（大正12年）6月18日にNAAの選手一行が満洲・朝鮮遠征のため東京駅を出発した際に、ホームでこの協会歌を斉唱して送り出されたとするのが最初の演奏記録である。しかし、帰国後の同年9月に発生した関東大震災により芝浦球場が救援物資置場として戒厳司令部に収容されたため、NAAは活動休止を余儀なくされた。その後、阪急電鉄の小林一三からNAAを引き取りたいとする申し出があり、兵庫県川辺郡小浜村（現在の宝塚市）の宝塚球場へ移転し「宝塚運動協会」として再興されたが、協会歌は宝塚時代もNAA時代のものを継続使用していたとされる。
宝塚協会は昭和金融恐慌の煽りを受けて1929年（昭和4年）に解散したが、阪急電鉄では競合事業者であった阪神電気鉄道が大阪タイガース（現在の阪神タイガース）を立ち上げたのに対抗する形で1936年（昭和11年）に阪急軍を結成し、同年発足の日本職業野球連盟へ参加している。阪急軍ではNAA時代に選手として所属した片岡がマネージャー兼スカウトとして参加したものの組織として直接の繋がりは無く、結成初年の4月に「阪急職業野球団応援歌」（作詞：岩沢光城、作曲：古谷幸一）が制定された。

## 歌詞
歌詞は著作権の保護期間を満了し、パブリックドメインとなっている。